# Nazionale femminile di pallavolo del Paraguay
La nazionale di pallavolo femminile del Paraguay è una squadra sudamericana composta dalle migliori giocatrici di pallavolo del Paraguay ed è posta sotto l'egida della Federazione pallavolistica del Paraguay.

## Risultati

### Competizioni FIVB
| 1952 | non qualificata | -            |
| 1956 | non qualificata | -            |
| 1960 | non qualificata | -            |
| 1962 | non qualificata | -            |
| 1967 | non qualificata | -            |
| 1970 | non qualificata | -            |
| 1974 | non qualificata | -            |
| 1978 | non qualificata | -            |
| 1982 | 19º posto       | Convocazioni |
| 1986 | non qualificata | -            |
| 1990 | non qualificata | -            |
| 1994 | non qualificata | -            |
| 1998 | non qualificata | -            |
| 2002 | non qualificata | -            |
| 2006 | non qualificata | -            |
| 2010 | non qualificata | -            |
| 2014 | non qualificata | -            |
| 2018 | non qualificata | -            |
| 2022 | non qualificata | -            |

### Competizioni CSV
| 1951 | non qualificata | -            |
| 1956 | 4º posto        | Convocazioni |
| 1958 | 4º posto        | Convocazioni |
| 1961 | non qualificata | -            |
| 1962 | non qualificata | -            |
| 1964 | 2º posto        | Convocazioni |
| 1967 | 3º posto        | Convocazioni |
| 1969 | non qualificata | -            |
| 1971 | 4º posto        | Convocazioni |
| 1973 | non qualificata | -            |
| 1975 | 5º posto        | Convocazioni |
| 1977 | 6º posto        | Convocazioni |
| 1979 | 5º posto        | Convocazioni |
| 1981 | 4º posto        | Convocazioni |
| 1983 | 6º posto        | Convocazioni |
| 1985 | non qualificata | -            |
| 1987 | 5º posto        | Convocazioni |
| 1989 | 5º posto        | Convocazioni |
| 1991 | 6º posto        | Convocazioni |
| 1993 | non qualificata | -            |
| 1995 | 8º posto        | Convocazioni |
| 1997 | 7º posto        | Convocazioni |
| 1999 | 6º posto        | Convocazioni |
| 2001 | 6º posto        | Convocazioni |
| 2003 | non qualificata | -            |
| 2005 | non qualificata | -            |
| 2007 | 8º posto        | Convocazioni |
| 2009 | 8º posto        | Convocazioni |
| 2011 | 7º posto        | Convocazioni |
| 2013 | non qualificata | -            |
| 2015 | 8º posto        | Convocazioni |
| 2017 | non qualificata | -            |
| 2019 | non qualificata | -            |
| 2021 | non qualificata | -            |
| 2023 | non qualificata | -            |

### Competizioni zonali
| 1978 | 2º posto        | Convocazioni |
| 1982 | non qualificata | -            |
| 2010 | non qualificata | -            |
| 2014 | non qualificata | -            |
| 2018 | non qualificata | -            |
| 2022 | 6º posto        | Convocazioni |